# Jean-Claude Taofifénua
Pour les articles homonymes, voir Taofifénua.
Pas d'image ? Cliquez ici

a Compétitions nationales et continentales officielles uniquement.

Jean-Claude Taofifénua, né le 25 octobre 1961, est un joueur de rugby à XV, évoluant au poste d'ailier.

## Biographie
Jean-Claude Taofifénua est le père de Filimo.
Il a plusieurs frères qui ont joué au plus haut niveau, comme Willy avec lequel il a évolué à Grenoble et Jean-Jacques.
Avant de jouer au rugby et d'arrêter sa carrière de rugby à la suite d'une grave blessure, il pratique l'athlétisme et courre notamment le 100 mètres en seulement 10 secondes.
Jean-Claude Taofifénua est recruté par Jacques Fouroux le manager du FC Grenoble sous l’ère des « Mammouths de Grenoble » où il joue 1 match de championnat et se voit privé du titre de champion de France en 1993, défait 14 à 11 par le Castres olympique dans des conditions rocambolesques.

## Palmarès

### En tant que joueur
- Championnat de France de première division :
  - Vice-champion (1) : 1993 (avec le FC Grenoble)